# محاصره غوطه شرقی
محاصره غوطه شرقی عملیات نظامی می‌باشد که از آوریل ۲۰۱۳ توسط دولت سوریه علیه معارضان سوری حاضر در منطقه غوطه شرقی که از نوامر ۲۰۱۲ طی جنگ داخلی سوریه این منطقه را در دست گرفتند به راه افتاده‌است. از مناطق تحت محاصره می‌توان دوما، مسرابا‎، عربیل، حموریه، سقبا، بخشی از دمشق، بیت سوا، حرستا، زملکا، عین ترما‎ و کفر بطنا را نام برد. بر اساس آمارهای سال ۲۰۱۶ میلادی ۴۰۰٬۰۰۰ نفر در این منطقه که تنها وسعتی معادل ۱۰۰ کیلومتر مربع دارد گیرافتاده بودند.
قطعنامه ۲۴۰۱ سازمان ملل که در ۲۸ فوریه ۲۰۱۸ به تصویب رسید طرفین درگیر در سوریه، از جمله غوطه شرقی را به ۳۰ روز آتش‌بس موظف می‌کرد اما ارتش سوریه حملات خود را ادامه داد.

## نگارخانه

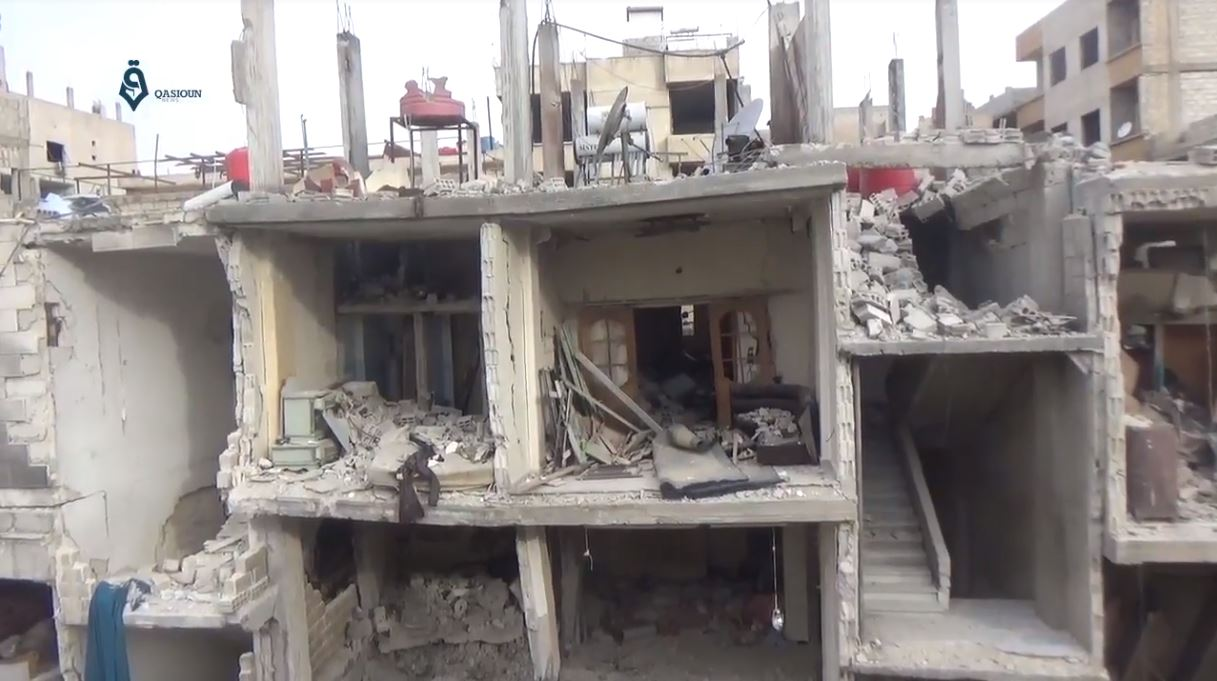
خرابه‌های عربین ۲۷ فوریه ۲۰۱۸
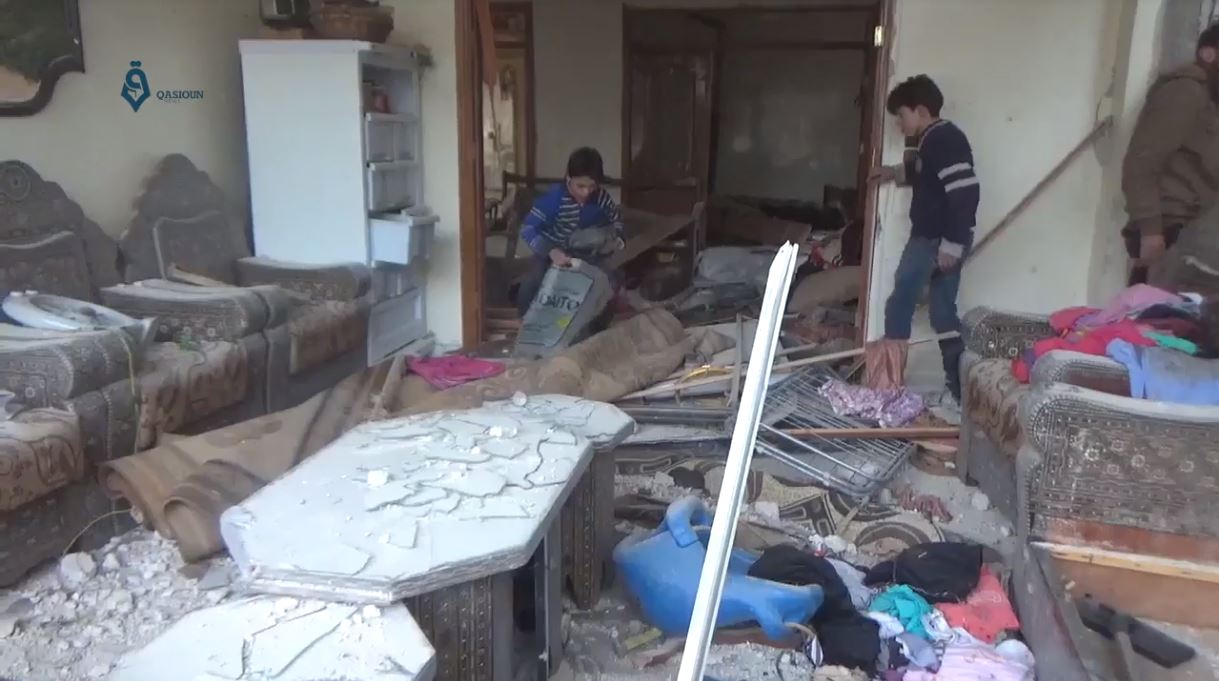
خانواده ای در غوطه ۲۸ فوریه ۲۰۱۸
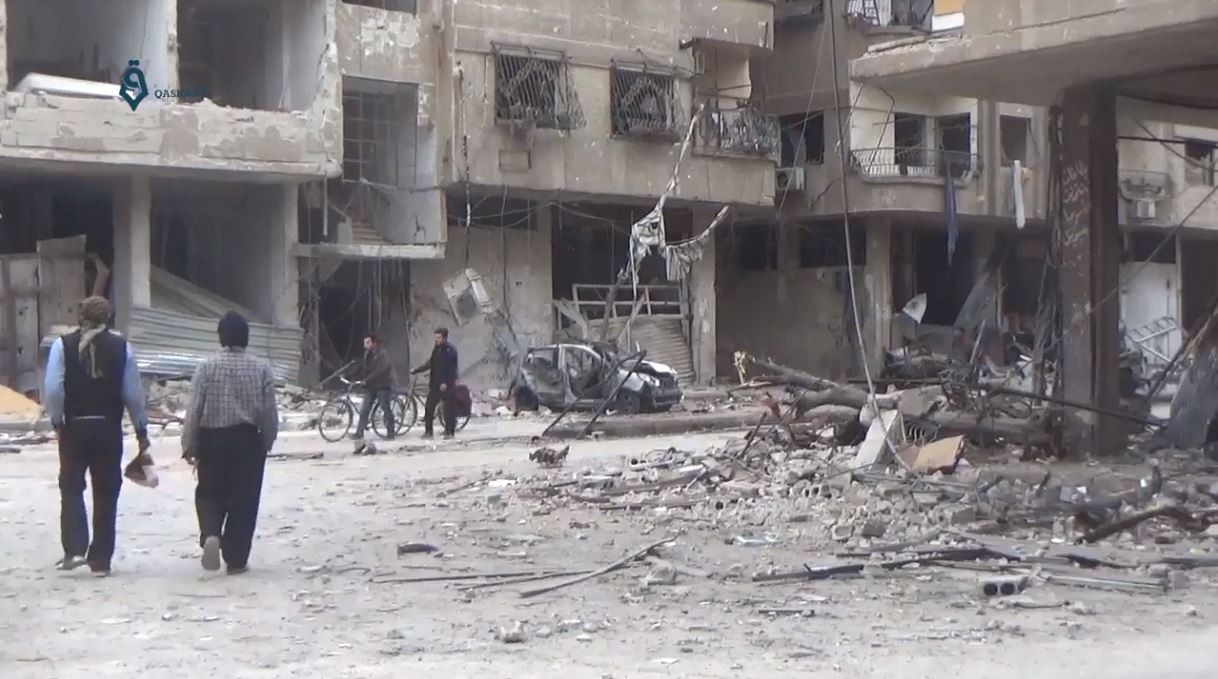
خیابان‌های عربین ۲۰۱۸